# Coccineorchis
Coccineorchis Schltr. – rodzaj roślin z rodziny storczykowatych (Orchidaceae Juss.). Obejmuje 8 gatunków występujące naturalnie w Ameryce Środkowej i Południowej.

## Rozmieszczenie geograficzne
Przedstawiciele rodzaju rosną naturalnie w Nikaragui, Kostaryce, Panamie, Kolumbii, Ekwadorze, Peru i Boliwii.

## Biologia i ekologia
Przedstawiciele rodzaju Coccineorchis rosną w naziemnej ściółce lub epifitycznie na pniach drzew lub gałęziach, w miejscach, w których akumuluje się próchnica. Występują w lasach mglistych na wysokości od około 800 do 3200 m n.p.m. Kwitnienie występuje niemal przez cały rok – dostępne zapisy wskazują, że kwitnienie występuje we wszystkich miesiącach od marca do grudnia.

## Systematyka
Pozycja systematyczna według Angiosperm Phylogeny Website (aktualizowany system APG III z 2009)
Jeden z rodzajów podplemienia Spiranthinae w plemieniu Cranichidinae w obrębie podrodziny storczykowych (Orchideae) z rodziny storczykowatych (Orchidaceae). Storczykowate są kladem bazalnym w rzędzie szparagowców Asparagales w obrębie jednoliściennych. 
Wykaz gatunków
- Coccineorchis bracteosa (Ames & C.Schweinf.) Garay
- Coccineorchis cernua (Lindl.) Garay
- Coccineorchis cristata Szlach., Rutk. & Mytnik
- Coccineorchis dressleri Szlach., Rutk. & Mytnik
- Coccineorchis navarrensis (Ames) Garay
- Coccineorchis sneidernii Szlach. & Kolan.
- Coccineorchis standleyi (Ames) Garay
- Coccineorchis warszewicziana Szlach., Rutk. & Mytnik

## Zastosowanie
Wszystkie gatunki rodzaju Coccineorchis wykorzystywane są w produkcji ogrodniczej ze względu na efektowne kwiatostany. Są one jednak rzadko uprawiane poza krajami ich pochodzenia.